# Grace Bullen
Grace Jacob Bullen (Ghinda, 7 febbraio 1997) è una lottatrice norvegese di origini eritree, specializzata nella lotta libera.

## Biografia
Ai Giochi olimpici giovanili di Nanchino 2014 è stata alfiere della propria nazionale durante la cerimonia d'apertura. Ha vinto l'oro nel torneo dei 60 kg.
Ai Giochi europei Baku 2015 ha conqustato il bronzo nei 58 kg.
Ha rappresentato la Norvegia ai Giochi olimpici estivi di Parigi 2024, dove ha vinto la medaglia di bronzo nel torneo dei -62 kg.

## Palmarès
- Giochi olimpici estivi

Parigi 2024: bronzo nei 62 kg
- Mondiali

Belgrado 2022: argento nei 59 kg.
Belgrado 2023: bronzo nei 62 kg.
- Europei

Riga 2016: argento nei 58 kg.
Novi Sad 2017: oro nei 59 kg.
Roma 2020: oro nei 57 kg.
Zagabria 2023: argento nei 62 kg.
Bucarest 2024: oro nei 62 kg.
- Giochi europei

Baku 2015: bronzo nei 58 kg.
- Mondiali U23

Bucarest 2018: oro nei 59 kg.
- Giochi olimpici giovanili

Nanchino 2014: oro nei 60 kg.
- Mondiali junor

Tampere 2017: bronzo nei 59 kg.
- Mondiali junor

Istanbul 2015: oro nei 59 kg.
Bucarest 2016: oro nei 59 kg.
Dortmund 2017: oro nei 59 kg.
- Mondiali junor

Snina 2014: oro nei 60 kg.
- Mondiali junor

Katowice 2012: bronzo nei 56 kg.
Bar 2013: oro nei 60 kg.
Samokov 2014: oro nei 60 kg.